# Облигационный заём

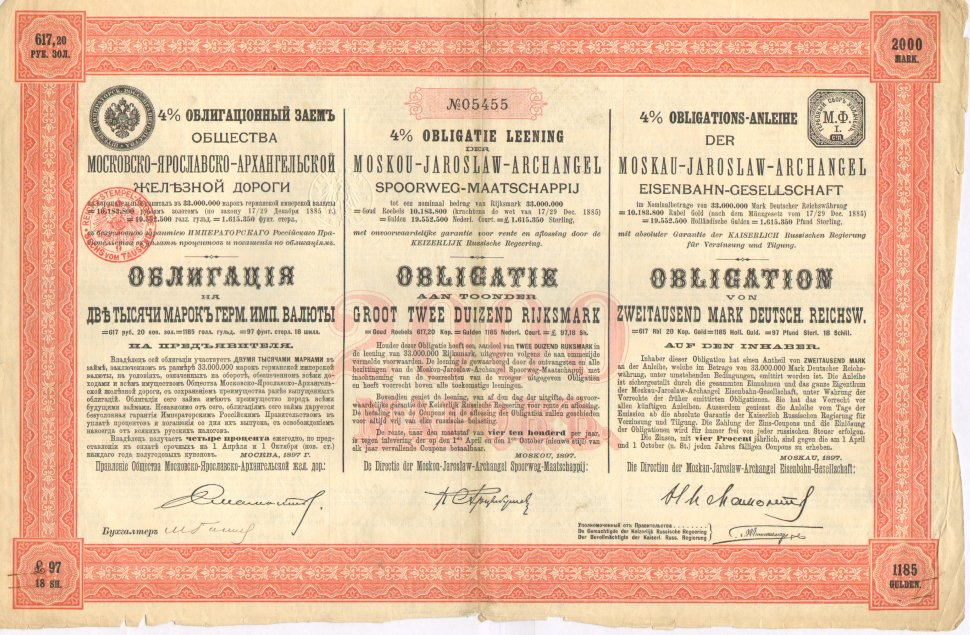
Облигационный заём Общества Московско-Ярославско-Архангельской железной дороги

Облигационный заём — финансовый инструмент, который позволяет мобилизовать финансовые ресурсы через выпуск заемщиком долговых обязательств — облигаций.

## История

### Городские облигационные займы
Городские власти в Российской империи стали использовать облигационные займы в конце XIX века, а активно распространяться они начали в начале XX века. При помощи их выпуска пытались решить проблему, связанную с нехваткой финансирования, которую ощущали города. Никаких гарантий по таким займам государство не давало.
В 1875 году был выпущен первый облигационный заем российского города в Санкт-Петербурге, а в 1886 году такой заем выпустили в Москве. Долг города Владимира по городским займам составлял 95 тысяч рублей, а Харькова — 4 миллиона рублей к 1904 году.
В 1893 году в Германии ипотечные банки получили право на погашение займов, покупая облигации на бирже. В 1898 году у городских кредитных обществ и российских земельных банков появилось право погашать облигации городских займов, скупая их на бирже.
В 1910 году облигационных городских займов выпустили на 61 миллион рублей, проценты по городским займам были высокие. У городских облигаций была низкая ликвидность по сравнению с закладными листами земельных банков. В 1875 году Петербург выпустил займов на 2,9 миллиона рублей, в 1891 году — на 12,5 миллионов рублей, в 1899 году — на 8 миллионов рублей, в 1901 году на 30 миллионов рублей, в 1902 году — на 1 миллион рублей, в 1908 году — на 30 миллионов рублей, в 1909 году — на 9 миллионов рублей. В 1913 году сумма займа составила 66,5 миллионов рублей. Российские городские займы пользовались спросом на Лондонской бирже. Городские займы Баку, Киева и Петербурга были выпущены только на рынке ценных бумаг в Лондоне.
К 1916 году долг Петербурга по займам достиг 124 миллионов рублей, а Москвы — 147 миллионов рублей. К 1917 году задолженность по займам составляла 154 миллиона рублей в Москве, 125 миллионов рублей в Петрограде.
Облигационные займы городов, которые еще называли городскими займами, особенно популярными стали в преддверии Первой мировой войны.
Облигационные займы в СССР были государственными. Они существовали в форме свободной купли-продажи или распространялись по подписке.

### Вторая половина XX века
В 1967 году Государственный банк ЧССР выпустил пробную серию 3,5 % облигационного займа, на сумму 300 миллионов крон. Срок погашения — через 3 года. В 1969 году доход был повышен и составил 4,5 %. В ВНР в 1982 году приняли закон, согласно которому выпуском облигационных займов может заниматься государство, местные органы власти и банковские учреждения. В 1983 году Государственным трестом нефтяной и газовой промышленности и Государственным инвестиционным банком был выпущен облигационный заем на сумму 200 миллионов форинтов, 7,5-9 % составила дифференцированная процентная ставка.

## Внешние облигационные займы
К концу XIX века долг по внешним облигационным займам составлял 30 миллионов рублей. После железнодорожного бума 1860-х годов облигационные займы стали еще более популярными. В 1821 году на Лондонской бирже было 2 наименования российских государственных облигаций, к началу 1880-х годов торговалось уже 5 наименований российских облигаций. С 1889 по 1894 год были выпущены облигации шести внешних мультивалютных займов. С 1888 по 1898 год внешний долг вырос на 19 % и составил 6,245 миллионов рублей.
Внешние облигационные займы постепенно стали источников государственных доходов в Российской империи, особенно во время 1905—1907 годов. Из-за того, что займы заключались исключительно на внешнем рынке, постепенно Россия попала в зависимость от своих кредиторов. В период с 1892 по 1900 год при помощи внешних облигационных займов страна получила 3 миллиарда рублей золотом. По большей части эти деньги были направлены на индустриализацию страны.

## Внутренние облигационные займы
Внутренние облигационные займы существовали при Екатерине II — ими были бумажные ассигнации. В 1809 году был выпущен первый 7 % заем на 3 миллиона рублей сроком на год. В 1810 году была выпущена первая часть 6 % облигационного займа на 20 миллионов рублей. В 1817—1818 годах выпустили пять долгосрочных внутренних займов, их сумма составила около 330 миллионов рублей. К 1913 году долг по ним составил 38 миллионов рублей, они не были погашены полностью.
После реформ начала 1860-х годов внутренние облигационные займы стали еще больше. В 1861—1877 годах было проведено около 50 выпусков внутренних государственных займов, которые принесли 1,2 миллиарда прибыли. В 1877—1878 годах был возобновлен выпуск облигаций государственного казначейства на сумму в 200 миллионов рублей.
По времени погашения облигационные займы делились на бессрочные, которые также называли рентными, долгосрочными и срочными. Самое большое распространение получили 4 % государственные облигации (ренты). В 1883 году стали выпускать внутренние рентные займы под 6 % годовых. Их погашение должно было быть как минимум через 20 лет после их выпуска. С 1904 года рентные займы выпускались каждый год.
В начале XX века было выпущено 7 внутренних облигационных займов на срок 48-50 лет под 4,5-5 %. Дополнительно выпускались займы, чтобы покрыть военные расходы, связанные с Первой мировой войной. Из краткосрочных процентных бумаг получили распространение облигации государственного казначейства, которые инвесторы называли «сериями». Это были 6 % облигации.

## Описание
Облигационные займы приобретаются кредитно-финансовыми учреждениями. Значительная часть займов реализуется через фондовую биржу, там облигации продаются и покупаются до срока, когда они должны быть погашены эмитентами.
Когда происходит выпуск облигационный займов через биржу, заемщик сообщает о себе информацию, которая касается его юридического статуса, характера деятельности. Степень достоверности информации, изложенной в проспекте облигационных займов проверяется биржей. Биржа обычно ограничивает круг эмитентов займа крупными корпорациями и банками.
Если происходит прямое размещение облигационного займа, институт-инвестор изучает кредитоспособность заемщика.